# Keltská oppida v Česku
Keltská oppida v Česku  byla zakládána od počátku 2. století př. n. l., a to především v jižnější polovině země podél toku Vltavy.

## Keltové na českém území
Keltové jsou nejstarším historicky doloženým národem na českém území. Západní a jižní Čechy byly součástí keltské pravlasti, jejímž těžištěm byla oblast severních Alp a horního Dunaje. Z časně keltské doby (6. – 5. století př. n. l.) pochází téměř padesát hradišť v západních, jižních a středních Čechách, která na počátku 4. století př. n. l. v souvislosti se společenskými změnami zanikla. Od přelomu 5. a 4. postupně v několika vlnách expandovaly do střední Evropy nové keltské kmeny ze západní Evropy. Jejich sídla ležela původně ve východní Francii, jihozápadním Německu a v přilehlé části Švýcarska. Ve 4. století př. n. l. obsadili západní Keltové nejúrodnější části českých zemí.
Na českém území vznikají oppida městského charakteru až v druhé polovině doby, po kterou zde Keltové sídlili. Před tím žili ve dvorcích a vesnicích roztroušených poblíž zemědělsky příhodných oblastí. Opevněná hradiště budovali, ale sloužila jako dočasná útočiště v době války. Městská oppida začali budovat z několika důvodů – rostoucí movitý majetek jednotlivých rodin potřeboval lepší formu ochrany, touha lépe se zapojit do dálkového obchodu vyžadovala jistou formu centralizace a v neposlední řadě byla i nutnost chránit se před germánskými nájezdy ze severu a rozmáhajícím se římským impériem z jihu.
Z původního stylu života a jeho pozměněného obrazu v oppidech lze usuzovat, že se Keltové sdružovali v rodinných klanech. Tyto klany žily nejdříve v otevřených dvorcích, později se některé (ty řemeslně zdatnější) sestěhovaly do městských oppid, kde si založily podobné dvorce a žily v nich odděleny od sebe navzájem. K míchání klanů docházelo nejspíše svatbami, ale dá se předpokládat, že pouze dívky se přestěhovaly do dvorce svého nového muže. Je pravděpodobné, že nejmocnější a nejbohatší klany tvořily keltskou elitu a na jistém území určovaly podmínky života. Větší správní celky v keltské společnosti (pokud vůbec vznikaly) však neměly dlouhého trvání. Pod jednou vládou bylo sdruženo obyvatelstvo oppida a jeho okolí, které mu poskytovalo zemědělské zázemí. Zda spočívalo vedení takovéhoto lidu v rukou jedince, jednoho klanu či rady starších, se mohlo lišit kraj od kraje a i v jednotlivých historických obdobích. Politický význam oppid byl v jejich pevnostním charakteru – tvořily útočiště pro okolní lid v případě ohrožení a také bylo dozajista zázemím pro ozbrojence. V ranějších dobách musel perfektně vládnout mečem či kopím každý (včetně žen, které se mnohých bitev účastnily jako bojovnice), později se však, nejspíš mezi elitou, část vojska profesionalizovala a tím na sebe brala úděl chránit ostatní.
Úpadek keltské kultury je přičítán právě jejich neschopnosti vytvořit větší správní celek. V případě nájezdů Germánů a římských útoků právě jejich decentralizovaná moc způsobila, že prohrávali a mizeli oblast po oblasti, opouštěli oppida jedno po druhém, až nakonec z území Čech zmizeli úplně. V posledním století př. n. l. se k území Čech z východu a jihu přibližovala hranice Římského impéria a vojenský tlak Římanů se pro Kelty především v Čechách stával neúnosným. Ve stejném období také začaly keltská území ze severu napadat germánské kmeny (především Markomani) a tento dvojitý tlak vedl k rozpadu keltské společnosti na českém území. Keltské kmeny se stahovaly na západ nebo byly roztroušeny a asimilovány ostatními národy.

## Typy keltských oppid a polohy pro ně vhodné
Termín oppidum je převzatý od Římanů, kteří takto nazývali opevněná místa, zpravidla v těžko dostupných polohách. Tento termín není svázaný jen s opevněními Keltů, ale i jiných starověkých národů. Podle archeologických výzkumů je možné oppida (nejen keltská) dělit do tří skupin:
- Refugia byla opevněná místa útočištného charakteru. Nebyla trvale osídlena, ale sloužila jako úkryty pro obyvatelstvo blízkého okolí v případě války. Na našem území nejčastěji nalezena na jihu Čech (např. hradiště Věnec na vrchu Pržmo u Lčovic, hradiště Sedlo u Sušice).
- Hrady Keltů jsou vůbec prvními stavbami tohoto typu v Evropě. Podle nálezů se soudí že sloužily za útočiště elitní vrstvě keltské společnosti. Na rozdíl od ostatních dvou typů oppid bývaly hrady stavěny i v ne příliš strategicky výhodných lokalitách, což by mohlo svědčit o velkém sebevědomí vládnoucí třídy (hlavně v období 6.–4. stol. př. n. l.).
- Vlastní oppida se začala stavět kolem poloviny 2. stol. př. n. l. a popudem k nim byly nejspíše nápory germánských kmenů na keltská území. Jde vlastně o opevněná města, mnohdy již s velkou koncentrací obyvatel (dá se předpokládat i několik tisíc), ale hlavně to byla výrobní střediska řemeslníků.

Refugia jsou nejstaršími nalezenými keltskými oppidy nejen v Česku. Jejich poloha byla vždy vybrána tak, aby byla strategicky co nejvýhodnější – vrcholky skalnatých kopců, ostrohy kryté alespoň z jedné strany skalní stěnou apod. Hradiště Věnec se nachází v nadmořské výšce 736 metrů a jeho opevnění využilo přírodní možnosti (mohutný sráz a skalní stěny) kombinované s dostavěnou hradbou. Hradiště Sedlo bylo opevněno podobnou technikou a jeho nadmořská výška necelých 900 metrů z něj činí jedno z nejvýše postavených hradišť v Česku.
Hrady patřící keltské šlechtě se na našem území příliš nenalézají. Pocházejí z doby 6.–4. století př. n. l., kdy byl keltský národ na vrcholu (roku 390 př. n. l. dobyli Řím), a tudíž jsou nejčastěji k nalezení v oblastech, které v té době patřily k centrům keltské moci – v jihozápadním Německu a východní Francii.
Oppida městského typu měla na svou lokalitu několik základních požadavků – obranný charakter sídliště byl v tomto období kvůli germánským nájezdům velmi důležitý, proto bylo nutné volit strategicky výhodné polohy. Avšak krom ochrany obyvatelům poskytovala i prostor pro řemeslnou výrobu a obchod. K tomu byly důležité tedy další dva požadavky – snadná dostupnost základních surovin (podle tohoto faktoru se lišil charakter řemeslné výroby na tom či onom hradišti) a samozřejmě také obchodní spojení nejen s okolními obyvateli a hradišti, ale i se vzdálenějšími národy (např. keltské šperky byly v jižních oblastech Evropy jednu dobu dosti populární).

## Významná česká oppida

### Stradonice

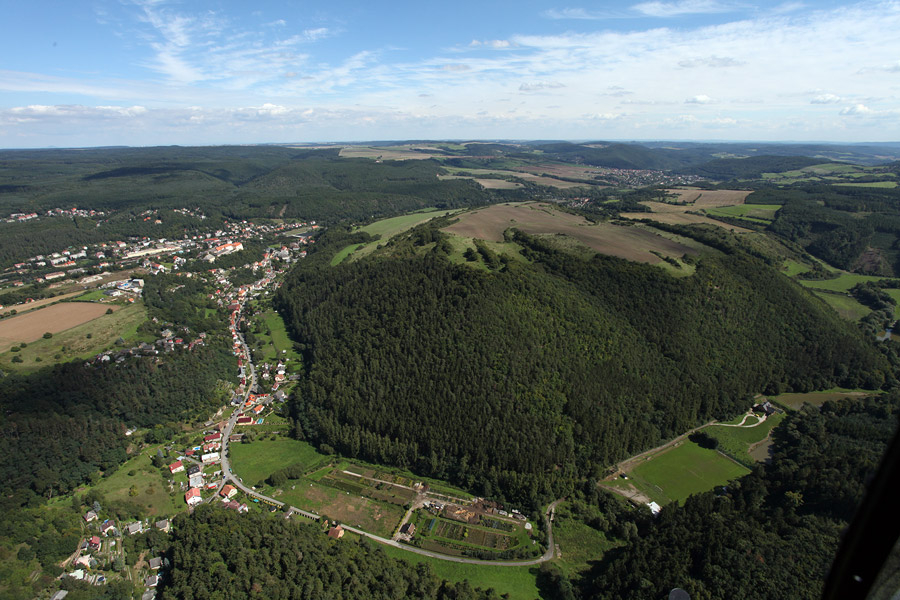
Vrch Hradiště na jehož temeni leželo oppidum Stradonice – pohled od jihu. Zástavba v údolí patří k obci Nižbor.

Oppidum Stradonice nedaleko Berouna leží na pravém břehu Berounky v nadmořské výšce 380 m a měří asi 82 ha. Nejvýznamnější je po archeologické stránce – nálezy odtud jsou nejbohatší na celém území Česka. Místo však nebylo soustavně zkoumáno – díky nálezu pokladu 200 zlatých mincí roku 1877 bylo toto místo po další tři roky překopáváno nejrůznějšími sběrateli a hledači pokladů. Zajímavostí je, že jak zájem o nálezy ze Stradonic rostl, objevili se podnikavci, kteří začali vyrábět falzifikáty. Údajně jsou k nalezení ještě dnes v některých evropských muzejních sbírkách. Podle nálezů se zde pěstovalo mnoho řemesel – kovolitectví, kovářství, emailerství, hrnčířství aj. Také se zde razily mince. Kolem přelomu letopočtů ztratilo toto oppidum keltskou svrchovanost a dožívalo ještě chvíli v prvním století n. l., patrně však již pod germánskou nadvládou.

### Závist
Nejlidnatějším a nejrozsáhlejším známým oppidem je oppidum Závist u Zbraslavi. Jde o velký pevnostní komplex, který se rozkládá na dvou kopcích a táhne se i přes mezi nimi ležící údolí. Vlastní hradiště stálo na jižnějším kopci, kde jsou dodnes patrné terasy, kterými byl srovnáván svah patrně kvůli stavbám budov. Severní kopec Šance je obehnán obdobným valem jako jižní a navíc je vybaven příkopem. Tento však není dokončen – mohlo by to znamenat, že na přelomu letopočtů (dokdy se zhruba datuje osídlení této lokality) byli Keltové ohrožováni (nejspíše germánskými kmeny) a již nestihli své opevňovací systémy plně zdokonalit a byli vyhnáni.

### Hrazany
Významným oppidem jsou Hrazany v okrese Příbram nad soutokem Vltavy a Mastníku. Současná situace oppida je silně zkleslena jezerem Slapskou přehradou, před napuštěním dosahovalo převýšení mezi řekou a sedlem vrcholů Doubí a Červenka, na kterých se oppidum rozkládalo, zhruba 100 metrů. Třináctiletý průzkum byl zahájen v letech 1949–1950 pod vedením PhDr. Libuše Jansové. Stavba oppida byla zahájena okolo poloviny 2. století před naším letopočtem. Prostor bývá členěn na čtyři části: předhradí na severním svahu vrchu Červenka s bránou, vrchol Červenky se vstupem do oppida a obydlenými svahy, sedlo Hrádnice nazývané střední úval a vrcholová část Doubí a jeho severní a severovýchodní svahy. Celková rozloha plochy chráněné fortifikací je 39 ha. Z archeologických nálezů jsou doloženy kovářská, kovolijecká a šperkařská dílna, dřevozpracující činnost a výroba textilií. Poloha oppida na okraji zlatonosného jílovského pásma byla pravděpodobně jedním z důvodů založení oppida a rýžování zlata bylo patrně jedním ze zaměstnání obyvatel.

### Třísov
Oppidum Třísov u Holubova se rozkládá na severovýchodním okraji obce. Výzkum začal už před 2. světovou válkou a pokračoval po roce 1954 (archeolog Jiří Břeň). Nálezy jsou uloženy v Národním muzeu a dosud nejsou důkladně zpracovány. Oppidum leží na ostrožně nad Vltavou u soutoku s Křemžským potokem. Skalnaté srázy jsou až 120 metrů vysoké. Oppidum nepatřilo k největším, 26 hektarů je rozčleněno na dva vrcholy opevněné vnitřními valy. Oppidum leželo patrně na obchodní stezce do Podunají. Pro jeho založení určitě měla význam i nedaleká naleziště tuhy (používaná pro výrobu keramiky) i ložiska železné rudy. Nálezy  keramiky a spon oděvů dovolují stanovit archeologickými metodami dobu trvání oppida. Na oppidu byly nalezeny stopy po požáru i náznaky rychlého budování vnějšího valu. Pravděpodobně oboje svědčí o tom, že život obyvatel asi nebyl stále klidný.

### České Lhotice
Oppidum České Lhotice u vsi Hradiště v okrese Chrudim na severním okraji Železných hor je dosud jediné známé oppidum ve východních Čechách. Plocha oppida zaujímá prostor cca 23 ha na vrcholové plošině široké ostrožny v meandru řeky Chrudimky v nadmořské výšce 430–460 metrů. Na západě a severozápadě spadá ostrožna prudce do údolí Chrudimky, na S strany je spád mírnější, z východní a jižní strany ostrožna chráněna není a zde bylo postupně vybudováno trojité opevnění; valy jsou dosud zcela zřetelné. K vnitřnímu opevněné ploše oppida přiléhá předhradí cca 8 ha. Svahy i valy jsou dnes zalesněné, plocha oppida je zemědělsky využívána. Místo původního hlavního vchodu (klešťovitá brána) bylo zcela rozrušeno stavbou silnice, rekreačními chatami a budovami evangelické fary, kostela a hřbitova. Všechny stavby včetně silnice a rekreačních chat byly postaveny před prohlášením území za památkovou rezervaci.  
Oppidum bylo objeveno již v polovině 19. století, kdy při orbě byly nacházeny kousky keramiky, sklo nebo kamenné žernovy. V roce 1943 provedl odbornou prohlídku I. Borkovský, který odborně popsal, zaměřil a oficiálně označil místo jako keltské oppidum. Odborným výzkumem byl v 70. letech 20. století pověřen archeolog Milan Princ.
Oppidum i s předhradím je vybudováno na ostrožně nad řekou Chrudimkou. Vnitřek opevněné části oppida se dělí na hlavní centrální část s akropolí na výraznější vyvýšenině a ostatní část oppida. Centrem oppida procházela hlavní cesta od klešťovité brány na jihovýchodě k bráně na severozápad. Opevněná část měřila cca 23 ha, postupně byly vybudovány trojité hradby s dvěma příkopy. Pozornost archeologů poutala především dobře zřetelná východní část opevnění, průzkum se pokusil objasnit její konstrukci i vývoj a prokázal nejméně dvě stavební fáze. Nejprve byl vybudován kamenný val cca 2 metry vysoký, před kterým byl hluboký příkop. Postupně byla vybudována další zeď zpevněná dřevěnými kůly. Dodnes jsou patrné trojité valy se dvěma příkopy, pozůstatek nejmladší přestavby opevnění. Stále však zůstává málo jasný rozsah a struktura osídlení. Usuzuje se, že hustší zástavba se soustřeďovala především v rovinatějších částech oppida, na akropoli a v blízkosti hlavní cesty. Chybí nálezy kompletních půdorysů staveb. Většina zjištění značí, že na oppidu byly povrchové stavby, určitou rekonstrukci je zřetelná jen u málo staveb na akropoli. Život v oppidu je možno rekonstruovat nejen z pozůstatků staveb, ale především z nálezů předmětů denní potřeby. Nezastavěné části vlastního oppida a předhradí mohly být určitou rezervou pro další zástavbu nebo mohly být využívány jako políčka a pastviny. Důležité byly komunikace – hlavní cesta vedla z jihovýchodu od hlavní klešťovité brány přes oppidum k bráně na severozápadě k Chrudimce k možnému brodu přes řeku. Na severní straně lze předpokládat třetí bránu.
Územím vede naučná stezka z Nasavrk (v zámku je expozice Po stopách Keltů) do Hradiště přes rozhlednu Boika (celoročně přístupná), po oppidu je okruh se šesti zastaveními.

### Moravská oppida
Nejvýznamnějším moravským oppidem je Staré Hradisko na Drahanské vrchovině. Nálezy z této lokality řadí toto oppidum do mladé doby laténské a není tedy vyloučeno, že mohlo jít o nejpozději obývané oppidum na českém území.

## Členění oppida
Vnitřní členění oppida úzce souviselo s jeho rozlohou a konkrétním vzhledem lokality, ale i zde jsou tendence, jež by se daly zobecnit. Všechna oppida byla obehnána hradbou, vstupy dovnitř tvořily brány. Vnitřní prostor opevnění byl mnohdy rozdělen dalšími opevněními na několik (zpravidla dvě až tři) prostor. Na té nejvýše postavené bylo zpravidla centrum oppida – nejhustěji zastavěné a nejlépe opevněné. Předhradí (či podhradí) sloužila možná jako prostor pro výběh či letní ustájení dobytka, mohly zde také probíhat trhy a samozřejmě sem expandovala i zástavba, pokud se již do vnitřního prostoru nevešla.
Podle dosavadních nálezů se dá soudit, že vnitřní (městská) část oppida se dále dělila do tzv. dvorců – prostorů zpravidla čtyřúhelníkového půdorysu ohraničeného cestami. Uvnitř se nacházelo několik staveb sloužící různým účelům. Byly zde samozřejmě obytné stavby a také stavby vhodné pro řemeslnou výrobu – např. kovárny, hrnčířské pece apod. – dále pak již menší stavby sloužící buď jako chlévy či jiná útočiště pro domácí zvířenu a stavby nejspíše skladovacího charakteru. Celé oppidum se pak mohlo skládat z 10 až 30 takovýchto dvorců.
U většiny oppid na území Česka byl pro stavbu opevnění použit tzv. typ Kelheim (používající trámy svisle zaklíněné do země, mezi něž se z kamení vyzdila vnější stěna a zevnitř byl hliněný násep). U některých hradišť byla opevnění posílena i baštami, které nejspíše zároveň sloužily jako strážnice a úkryt hlídek v době nepřízně počasí. Brány do hradeb byly konstruovány dvěma způsoby – prvnímu se říká klešťovitý a je proveden zalomením hradby na obou stranách brány směrem dovnitř, čímž se vytvoří jakási ulička, která vede mezi hradbami k bráně. Tento úsek mohl být dlouhý i přes 30 metrů, což jej činilo dobře chráněným prostorem. Druhý způsob konstrukce brány používal bránu zdvojenou – na obou stranách brány se hradba vidlicovitě dělila a vytvořila tak jakési malé nádvoří, které mělo vnitřní bránu a v některých případech i vnější, která však častěji používána nebyla. Tento způsob, většinou podpořen právě baštovými konstrukcemi, byl také dobře obranyschopný.
Vzhledem k polohám hradišť bylo mnohdy nutné pro obytnou a užitkovou zástavbu upravit vnitřní svažitý terén oppida. Často se používal terasovitý způsob srovnávání terénu. Z archeologických nálezů vyplývá, že naprosto nejčastějším stavebním materiálem bylo dřevo a nejčastější stavby byly celodřevěné sruby. U větších staveb (s delší stranou přes 4 m) se však nalezly i kamenné plenty (podezdívka po celém obvodě s nízkou výškou) a i 70 cm vysoké základové stěny, které byly lícovány dovnitř, protože domy byly zpravidla zahlubovány. Stavby určené pro bydlení měly jednu, až dvě místnosti. Zatímco v nížinné zástavbě byly delší strany domů zpravidla situovány na východo-západní osu, v oppidech se již taková pravidelnost a přesnost doložit nedá – nejspíše kvůli terasovitému a dvorcovému charakteru zástavby.
U některých oppid (např. Staré Hradisko) se nalezly i doklady, které svědčí o tom, že dvorce tvořící urbanistické centrum oppida byly oplocené a tím i vzájemně uzavřené. Vstupy se však nacházely na všech stranách hrazení, většinou zhruba uprostřed. Zajímavostí je dětská oběť, jež byla nalezena v kamenných základech jednoho z domů na Starém Hradisku (a nejen tam). Keltové se tak patrně snažili naklonit si ducha či boha bydlení, nebo možná odvrátit od domu požár – největší nebezpečí pro oppidum vystavěné povětšinou ze dřeva.
Oppida byla obchodními a výrobními centry, soustřeďovala řemeslnou výrobu – nejčastěji hrnčířství, kovářství, kovolitectví, mincovnictví, koželužství, košíkářství a další. V nezastavěných prostorách oppid se konaly trhy s obilím a s dobytkem. Oppida byla patrně závislá na zemědělské výrobě samostatně stojících dvorců v blízkém okolí. Oppida byla zakládána u obchodních stezek, aby sloužila také jako centra dálkového obchodu. Vývozním artiklem byly hlavně šperky (spony a jiné drobnosti) z různých materiálů (oblíbený byly jantar, v jehož opracování byli keltští šperkaři jedni z nejlepších) a keramika. Naopak dováželo se například víno, umělecké předměty a mnoho dalšího.